# 国民党 (南アフリカ)
国民党（こくみんとう、アフリカーンス語: Nasionale Party, "NP"、英語: National Party, "NP"）は、南アフリカ共和国の政党。1948年から1994年まで与党としてアパルトヘイト政策を推進した。

## 概説
ルイス・ボータ初代首相、ヤン・スマッツ（後の首相）らが余りに親英的、黒人に対して融和的であるとして批判を強めたジェームズ・バリー・ミューニック・ヘルツォークによってアフリカーナーのナショナリストを糾合し1914年に結成された。アフリカーナーの農民や都市の貧しい白人を基盤とし1924年に白人労働者の保護をスローガンに労働党と連合して総選挙に勝利し政権を獲得する。
しかし、1934年に国民党とヤン・スマッツの南アフリカ党は合同し、統一党が結成された。ダニエル・フランソワ・マランたちはこの合併に強く反対し、ついには同志19人とともに両党合併から離脱し純正国民党を結成した。統一党は第二次世界大戦に連合国側に立って参戦を決定するが、アフリカーナー社会は連合国側に立っての参戦に反対したことと、国内政策も軽視していたことにより不支持が増大していき、1948年総選挙では大戦後の国外の民族運動の高揚に対し白人の危機を訴えたマランの国民党がついに第一党に躍進し政権を獲得。アパルトヘイト政策（人種隔離政策）を本格的に進めていくようになる。
1978年9月、ピーター・ウィレム・ボータ政権がアパルトヘイト緩和と改革路線を掲げて誕生すると、これに反発したアンドリース・トリューニヒトら一部強硬派は1982年に国民党を離党し保守党を結成した。ボータ政権は1986年には改革路線が破綻、各地で反アパルトヘイト運動が高まる。1989年9月にフレデリック・ウィレム・デクラーク政権が誕生し人種間の歩み寄りとアパルトヘイト撤廃に向けた動きが始まり、アパルトヘイト関連法の廃止、人種差別の法律の全廃を決定。1994年4月に、全人種参加の総選挙で勝利したアフリカ民族会議（ANC）が与党となると連立政権を樹立したが、1996年に解消した。
政権離脱後、ロエルフ・メイヤーを中心とするグループは、黒人にも支持を拡大するために新党結成を主張した。メイヤーの主張に懐疑的な党執行部は、議員の政党移動の禁止を理由に新党結成の結論を先送りした。執行部の先送りに失望したメイヤーらは国民党を離党、統一民主運動（UDM）を結成した。
デクラークは党首を辞任し、幹事長のシャルクウィクが後継党首に就任。翌1997年、新国民党（NNP）と名称を変更しイメージの転換を図ったが、各種選挙で敗北し、野党第1党の座を民主党（後の民主同盟）に明け渡した。